# 切普
切普，是匈牙利科马罗姆-埃斯泰尔戈姆州所辖的一个村。总面积20.06平方公里，总人口360，人口密度17.9人/平方公里（2011年1月1日）。